# Institut provincial d'enseignement secondaire d'Ath
L'Institut provincial d'enseignement secondaire d'Ath est une école d'enseignement technique et professionnel appartenant au réseau officiel neutre subventionné et situé à Ath en Belgique. Son pouvoir organisateur est la Province de Hainaut.

## Historique
En 1904, à l'initiative du groupe socialiste du Conseil provincial, le Collège provincial du Hainaut, sous la présidence de Paul Pastur, décide d'installer une École d'Agriculture à Ath. Elle fait appel à Alexandre Lonay, agronome de l'État qui avait créé en 1902 l'École de mécanique agricole de Mons (rattachée au siège d'Ath en 1942 et supprimée en 1969). C'est seulement 5 ans plus tard, lors de sa session de 1909 que le Conseil provincial adopta définitivement le projet de création de l'École de culture et d'élevage d'Ath.
Le 3 novembre 1911 eut lieu l'ouverture des cours dans les locaux de l'Académie de dessin d'Ath (aujourd'hui Musée gallo-romain), rue de Nazareth. Sept élèves étaient inscrits. La ville d'Ath offre à la Province un terrain de 75 ha au faubourg de Mons. Les locaux actuels, Chemin d'Ormeignies (de nos jours rue Paul Pastur) sont inaugurés solennellement le dimanche 13 octobre 1912. Une exposition de machines agricoles donne un éclat particulier à l'événement.
L'horaire était le suivant: de 8h15 à midi et de 13h15 à 17h45 (récréation d'un quart d'heure le matin et une l'après-midi). Le professeur prenait les élèves en charge pour une demi-journée. Grâce à ce système et au nombre impressionnant d'heures de cours, de nombreuses leçons se donnaient à pied d'œuvre. Les sorties étaient nombreuses et l'enseignement particulièrement concret. Si la mixité était prévue, aucune fille en fréquenta l'école dans les premiers temps de son existence. Les vacances étaient saisonnières, au printemps et en été, afin de pouvoir vaquer aux travaux agricoles ou participer aux stages.
Quatre élèves sortent en 1914. Les diplômés d'alors portent le titre d’ « Agronomes licenciés ».
Les premières décennies furent difficiles, en particulier à cause de la Première Guerre mondiale. De plus, les agriculteurs songeaient peu à l'instruction technique spécialisée.
En 1923, Paul Evrard succède à Alexandre Lonay. Il développe et réorganise les études. Certains cours sont supprimés ou ajoutés et le régime des vacances est modifié.
Pour répondre aux besoins créés par la colonisation du Congo belge, une section « coloniale » est fondée en 1927. Elle devient section « tropicale » en 1960. Au début, la durée des études était de 5 mois environ. En 1942, elle passa à un an puis à deux ans. De nombreux diplômés de l'Institut agricole d'Ath firent carrière hors d'Europe.
En 1935, les premiers cours saisonniers permettent aux fils d'agriculteurs qui ne peuvent suivre un enseignement technique à plein temps de bénéficier de culture ou de zootechnie pendant 400 heures en période hivernale.
Un internat complète l'établissement en 1931.
1940 : Louis Delmée, lui-même diplômé de l'école en devient le directeur. Pendant 23 ans, il multiplie les initiatives soutenues par les autorités provinciales.
Après la Seconde Guerre mondiale en 1946, Louis Delmée fonde la section laitière.
Soucieux de servir l'agriculture ainsi que le commerce et l'industrie s'y rapportant, Louis Delmée organise les premiers laboratoires de technologie laitière agréés par le Ministère de la Santé publique (1949) et deux « Communes pilotes », Bouvignies et Tongre¬Saint-Martin (1953). Les laboratoires d'analyse des engrais, amendements, matières alimentaires du bétail et produits phytopharmaceutiques, de microbiologie, de pédologie (1951), le Bureau d'Économie Rurale (1960), le Centre agronomique de recherches appliquées du Hainaut -CARAH 1972- apporteront le lien nécessaire entre l'enseignement et la vie pratique dans le milieu agricole. 
Le souvenir de Louis Delmée est conservé par le nom attribué à la grande salle de conférences intérieure à l'École.
La ferme expérimentale et pédagogique, dite « FERME PILOTE » est inaugurée en 1955, avec à sa tête Franz Neerdael, ajoutant ainsi un maillon supplémentaire à la chaîne regroupant les services proposés aux agriculteurs et aux étudiants.
1963 : Louis Delmée cède la place à Maurice Demarez qui poursuit son action. Une option « sciences naturelles appliquées » s'ouvre dans l'Enseignement secondaire alors « rénové ».
1977 : c'est l'année des grandes transformations. À la suite de la restructuration de l'enseignement supérieur de type court, l'École d'Ingénieurs techniciens devient l'Institut Supérieur Industriel. René Harpigny, ingénieur formé à Ath, succède à Maurice Demarez. Il crée d'emblée un « Graduat agricole » qui restera longtemps unique en Belgique. L'enseignement secondaire est dirigé dès 1981 par Gérard Ducobu.
L'enseignement professionnel est entré dans l'Institut agricole par la fusion avec l'École professionnelle provinciale, située rue des Récollets et auparavant rattachée aux Écoles Techniques du Hainaut à Saint-Ghislain. Cette école fut fondée il y a plus d'un siècle pour dispenser aux filles un enseignement ménager. Elle comportait essentiellement une section « habillement » aujourd'hui disparue. L'enseignement professionnel offre actuellement des options « Coiffure », « Hôtellerie » et « Mécanique agricole ».
L'hôtellerie est également enseignée au niveau technique avec un très grand succès de fréquentation.
Depuis 2002, une section informatique complète l'offre de l'IPES.
Le directeur actuel est M. André Parfonry, successeur en 2000 de M. Luc Vansaingele, devenu directeur général régional.
Le bâtiment d'origine a été complété d'un étage dans les années 1930. Un nouveau bâtiment a été construit de 1974 à 1978, regroupant salles de cours et laboratoires. L'internat a été rénové et comporte des ailes supplémentaires. Il accueille désormais aussi des pensionnaires féminines.
L'ancien refuge de l’abbaye de Liessies, où logea jadis Louis XIV, abrite les locaux de la section Coiffure, rue des Récollets.
Depuis 1995, la section « hôtellerie » dispose, dans les bâtiments de l'ancienne école moyenne de l'État, place Ernest Cambier, des locaux et du matériel dignes de sa réputation et de son succès grandissants.
Dès 1948, des démonstrations de matériel agricole permettent aux agriculteurs de la région de se familiariser avec les nouveautés proposées par les grandes marques. Il y en eut en 1958, 1968, 1978, 1983 et 1986. Chaque année, des colloques sont organisés pour faire le point sur des sujets divers concernant l'agriculture et ses techniques, mais aussi la sylviculture et l'environnement.
Depuis plus de 20 ans, en mai, l'école provinciale d'Ath se présente au public par deux « Journées Portes Ouvertes » où toutes les sections et options des différents niveaux d'enseignement montrent leur dynamisme et leur souci de rencontrer les aspirations des nombreux élèves et étudiants qui les fréquentent.

## Les directeurs
- 1911 - 1923 : Alexandre Lonay
- 1923 - 1940 : Paul Evrard
- 1941 - 1963 : Louis Delmée
- 1963 - 1977 : Maurice Demarez
- 1977 - 1988 : René Harpigny
- 1988 - 2000 : Luc Vansaingele
- 2000 - 2017 : André Parfonry
- 2017 - ...  : Muriel Leclercq

## Présidents de la commission administrative
- 1911 - 1938 : Paul Pastur
- 1938 - 1940 : Oscar Spitaels

Pendant la seconde Guerre mondiale, les commissions administratives furent transformées par l'occupation allemande et certains membres politiques en furent éloignés.
- 1944 - 1968 : René Thone
- 1968 - 1981 : Jacques Hochepied
- 1981 - 1985 : André Léonard
- 1985 - 2006 : Bertin Alluin
- Depuis 2006 : Serge Hustache

## Appellations successives
Perdant peu à peu sa spécificité uniquement agricole, l'école a également perdu son nom. L'École de culture et d'élevage des origines est devenue l'Institut Agricole de la Province de Hainaut (IAPH) puis l'Institut Agricole et Technique du Hainaut (IATH). Aujourd'hui l'école porte le nom d'Institut Provincial d'Enseignement Secondaire (IPES).

## Sections
- Agriculture et maintenance de matériel
- Coiffure
- Hôtellerie
- Informatique
- Nature et forêt (sylviculture)
- Sciences agronomiques
- Sciences appliquées
- Travaux de bureau
- Chimie

## Partenariat international
- France
  - Lycée agricole de la Thiérache à Vervins
  - Lycée viticole de la Champagne à Avize
  - Lycée viticole de Beaune
  - Lycée de La Roche-sur-Yon
- Tchéquie
  - École agricole et d'économie de Třebíč
- Divers
  - Projet Socrates Comenius : « Écologie et Gestion durable des forêts européennes »

## Galerie d'images

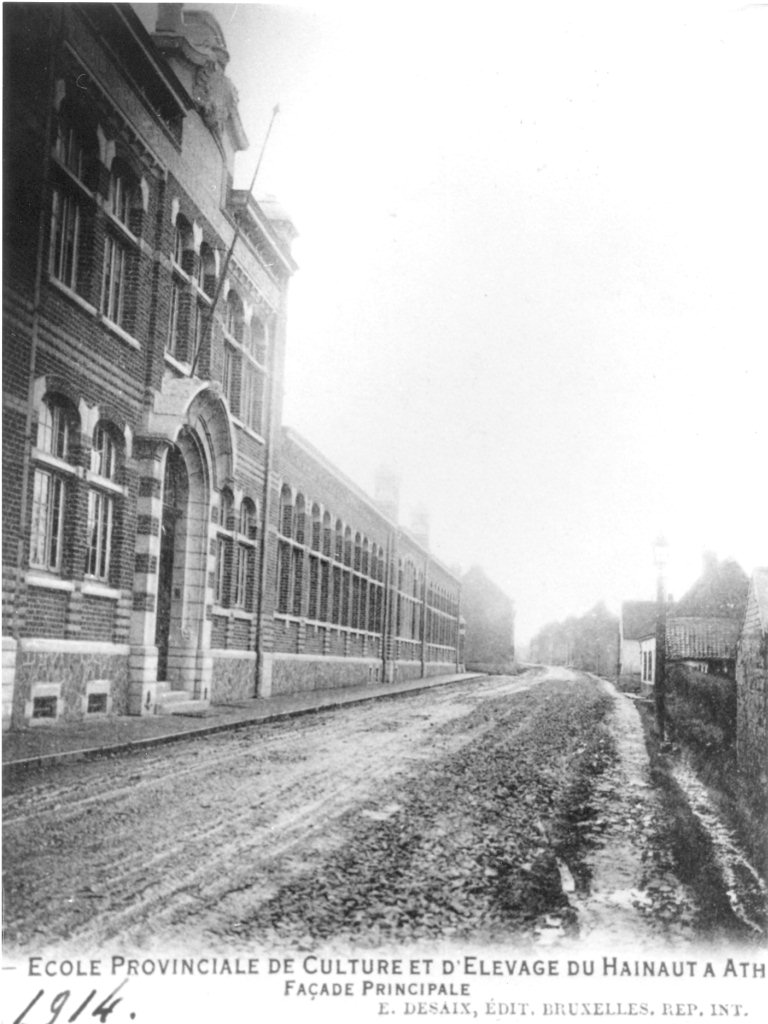
Façade principale en 1914
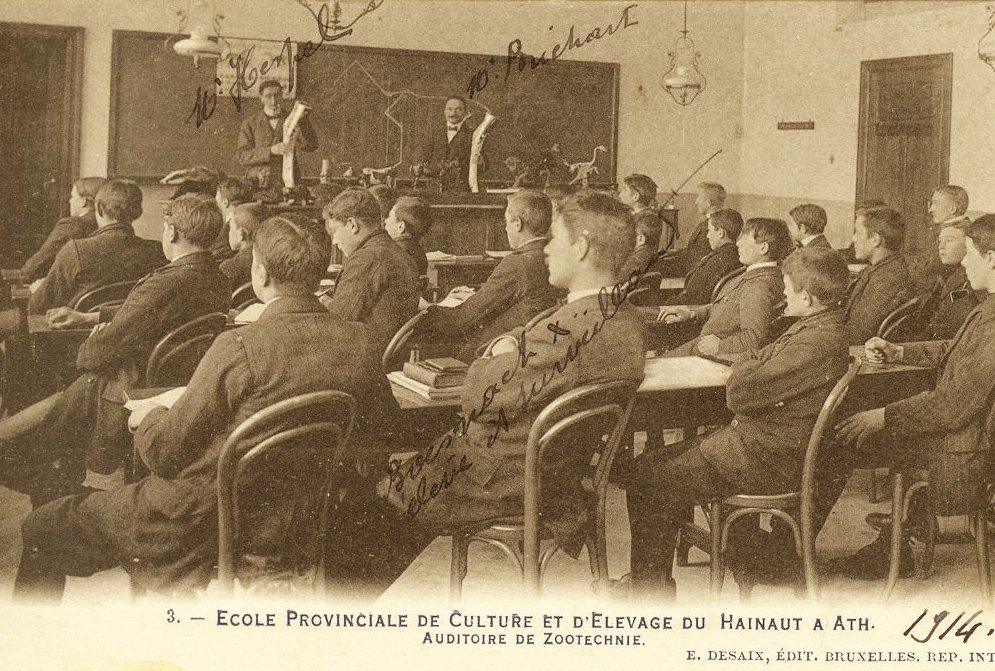
Classe en 1914